# 洁罕陨石坑
洁罕陨石坑（Jehan）是位于月球正面风暴洋和雨海间山区中的一座小撞击坑，其名称取自土耳其女性常用名，1976年被国际天文学联合会批准接受。

## 描述

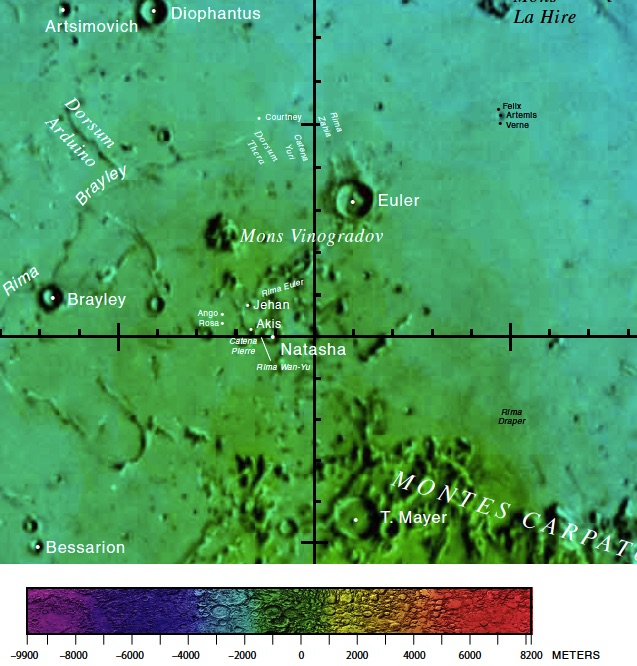
阿基斯陨石坑的周边，月球正面区域图。

该该陨坑西南靠近较小的安果陨石坑和罗莎陨石坑、东南毗邻娜塔莎陨石坑，阿基斯陨石坑位于它的南面、西北偏北坐落了崎岖的维诺格拉多夫山，它的东北侧延伸出欧拉月溪，南面稍远处则分布着万玉月溪和皮耶链坑。
该陨坑中心月面坐标为20°43′N 31°52′W / 20.71°N 31.86°W，直径4.46公里，深约0.77公里。

洁罕陨石坑外观呈圆碗状，环绕着一圈尖峭的坑壁，坑壁最大高出周边地形160米，内部容积约3.55公里3。其形态特征隶属于ALC 型(以该类陨石坑的典型代表—卫星坑阿尔巴塔尼环形山 C所命名)。